# Longchamps (Luxemburg)
Longchamps is een dorp in de Belgische provincie Luxemburg en een deelgemeente van Bastenaken. De deelgemeente telt nog verschillende dorpen en gehuchten, zoals Fays, Monaville, Withimont, Rouette, Champs, Mande-Saint-Etienne, Rolley en Flamisoul

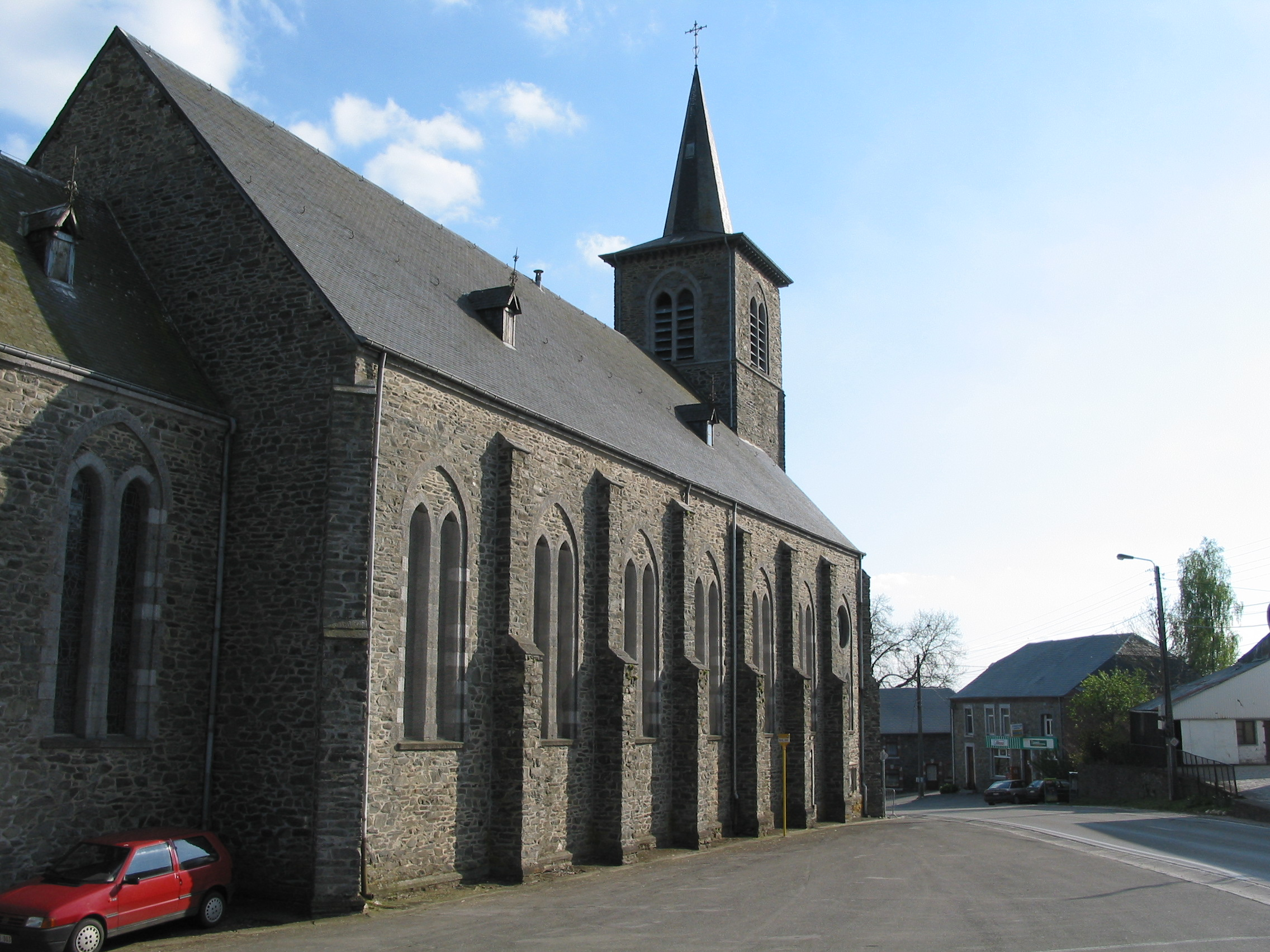
Sint-Lambertuskerk

## Geschiedenis
Longchamps werd een gemeente op het eind van het ancien régime. In 1823 werd de buurgemeente Mande-Saint-Étienne opgeheven en aangehecht bij Longchamps. De gehuchten Hemroulle en Savy werden overgeheveld van de gemeente Bastenaken.
Bij de gemeentelijke fusies van 1977 werd Longchamps een deelgemeente van Bertogne. De gehuchten Hemroulle en Savy werden na anderhalve eeuw terug overgeheveld naar Bastenaken.
Sinds 2 december 2024 is de gemeente Bertogne, inclusief deelgemeenten, gefuseerd met de gemeente Bastenaken.

## Demografische ontwikkeling
- Bronnen:NIS, Opm:1831 tot en met 1970=volkstellingen

Deelgemeenten: Bastenaken · Bertogne ·Flamierge ·Longchamps · Longvilly · Noville · Villers-la-Bonne-Eau · Wardin

Overige dorpen: Al-Hez · Arloncourt · Benonchamps · Berhain · Bethomont · Bizory · Bourcy · Bras · Champs · Cobru · Compogne · Fagnoux · Fays · Flamisoul · Foy · Frenet · Gives · Givroulle · Givry · Hardigny · Harzy · Hemroulle · Horritine · Isle-la-Hesse · Isle-le-Pré · Livarchamps · Losange · Lutrebois · Lutremange · Luzery · Mande-Saint-Étienne · Mageret · Marenwez · Marvie · Michamps · Moinet · Monaville · Mont · Neffe · Oubourcy · Rachamps · Recogne · Remoifosse · Rolley · Rouette · Roumont · Salle · Savy · Senonchamps · Troismont · Tronle · Vaux · Wicourt · Wigny · Withimont

Belgische gemeenten · Arrondissement Aarlen · Luxemburg · Wallonië